# Супернатурал фестивал
Супернатурал фестивал је отворен фестивал о екологији и музици, који се одржава сваке године у априлу, у парк-шуми Кошутњак, у Београду. Циљ је подизање еколошке свести о важности природе, екологије, здравог начина живота и правилног понашања према Планети. Поред тога што је фестивал, такође је и еколошки покрет који користи уметност, медије и догађаје као средства за промоцију екологије и обуку људи о важности ове теме. Фестивал слави Дан планете Земље, 22. априла. Сваке године фестивал се одржава на Кошутњаку, једном од најпопуларнијих места за рекреацију у Београду, који се налази 6 км југозападно од центра града. Фестивал сваке године има 20.000 посетилаца са све већом подршком. Одржава се током дана, на сунцу, и на тај начин говори о питању енергетске ефикасности. Све фазе фестивала користе биодизел као главно напајање, а посетиоци се непрестано подстичи да рециклирају свој отпад током фестивала. Манифестација обично почиње рано ујутро са дечјим програмом који укључује бројне радионице о људском окружењу и техникама рециклаже.

## Историја
Од 2007. године фестивал је прерастао у један од најпознатијих фестивала екологије и музике у Србији и на Балкану. Започет је као окупљање у београдском природном ресурсу Кошутњак, обликован као фестивал који промовише не само домаћу и страну музику, већ и здрав и енергетски ефикасан начин живота. Прве године, преко 5.000 посетилаца, окупило се на теренима Супернатурал фестивала, при чему је неколико еколошких организација одржавало радионице и семинаре о значају природе и рециклаже. На фестивалској бини наступали су Обојени Програм, Горан Милошевић и други. Следеће године, 2008, укључен је дечији програм који почиње рано ујутру, чиме се отвара фестивал за младе, пружајући им прилику да науче више о животној средини. Супернатурал фестивал сада има две позорнице: главну позорницу која је угостила Неочекивану силу, Дарквуд даб, Аутопарк и друге, и позорницу која је више електронски оријентисана, која је угостила многе диск-џокеје.

### 2009.
Године 2009. на Супернатурал фестивалу је било преко двадесет еколошких организација са својим креативним програмима и радионицама које промовишу енвиронментализам.
За улазак је било потребно донети три алуминијумске лименке и три пластичне боце који рециклирају на фестивалским капијама. Алтернативни начин је био да се карта купи по цени од 400 динара. Образовни и музички програм за децу почео је у 9 сати пре подне, нудећи им прилику да науче више о рециклирању и другим питањима заштите животне средине. Редовни програм започео је касније тог дана, радионицама, које су обрађивале тему попут рециклаже, управљања отпадом, обновљивим изворима енергије уз практичне демонстрације. На главној бини наступали су: Рамбо Амадеус, Ева Браун, Јарболи, Велики презир, Леонтина Вукомановић, дечији хор и многи други. У фестивалској продавници били су доступни производи попут органске хране, кутија за гнезда и друго. Преко 20.000 посетилаца окупило се да подржи бендове и фестивал.

### 2010.
Супернатурал фестивал 2010. године одржан је 25. априла, на истом традиционалном месту, Кошутњак у Београду, у близини Хајдучке чесме. Неке од најистакнутијих регионалних организација из домена екологије, природног окружења и обновљивих извора енергије најавиле су своје присуство на фестивалу 2010. Расписан је јавни конкурс 7. новембра 2009. за најоригиналније архитектонско решење за фестивалске павиљоне. Свако решење било је коришћење нових, приступачних, биоразградивих материјала, одрживог дизајна и зелених технологија .